# RSA Security
RSA Security LLC, anteriorment RSA Security, Inc. i nom comercial RSA, és una empresa americana de seguretat informàtica i de xarxes centrada en estàndards de xifratge i desxifratge. RSA va rebre el nom de les inicials dels seus cofundadors, Ron Rivest, Adi Shamir i Leonard Adleman, en honor dels quals també va rebre el nom l'algoritme de criptografia de clau pública RSA. Entre els seus productes hi ha el token d'autenticació SecurID. Les biblioteques de criptografia BSAFE també eren propietat inicialment de RSA. RSA és coneguda per incorporar portes del darrere desenvolupades per la NSA en els seus productes. També organitza la Conferència anual RSA, una conferència sobre seguretat de la informació.
Fundada com a empresa independent el 1982, RSA Security va ser adquirida per EMC Corporation el 2006 per 2.100 milions de dòlars i va operar com una divisió dins d'EMC. Quan Dell Technologies va adquirir EMC el 2016, RSA va passar a formar part de la família de marques Dell Technologies. El 10 de març de 2020, Dell Technologies va anunciar que vendria RSA Security a un consorci, liderat per Symphony Technology Group (STG), Ontario Teachers' Pension Plan Board (Ontario Teachers') i AlpInvest Partners (AlpInvest) per 2.100 milions de dòlars, el mateix preu que va pagar EMC el 2006.
RSA té la seu a Burlington, Massachusetts, amb seus regionals a Bracknell (Regne Unit) i Singapur, i nombroses oficines internacionals.

## Història

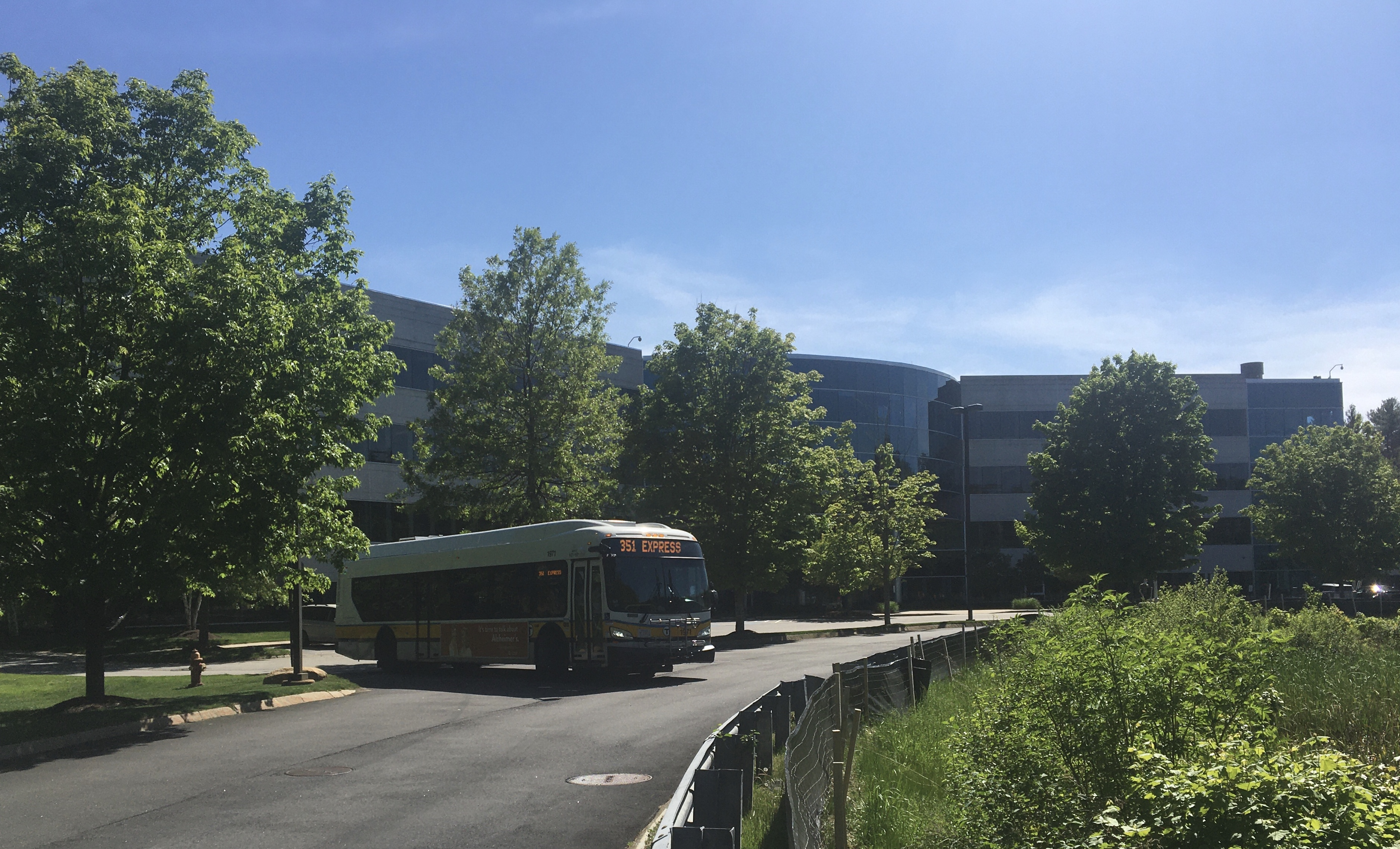
Seu de la RSA a Burlington, Massachusetts

Ron Rivest, Adi Shamir i Leonard Adleman, que van desenvolupar l'algoritme de xifratge RSA el 1977, van fundar RSA Data Security el 1982. L'empresa va adquirir una "llicència exclusiva mundial" del Massachusetts Institute of Technology per a una patent sobre la tecnologia del criptosistema RSA concedida el 1983.
- El 1994, RSA es va oposar al xip Clipper durant la Guerra de les Criptomonedes.

- El 1995, RSA va enviar un grapat de persones a l'altra banda del passadís per fundar Digital Certificates International, més coneguda com a VeriSign.

- L'empresa que aleshores es deia Security Dynamics va adquirir RSA Data Security el juliol de 1996 i DynaSoft AB el 1997.

- El gener de 1997, va proposar el primer dels DES Challenges que va conduir a la primera filtració pública d'un missatge basat en l'estàndard de xifratge de dades.

- El febrer de 2001, va adquirir Xcert International, Inc., una empresa privada que desenvolupava i lliurava productes basats en certificats digitals per assegurar les transaccions de comerç electrònic.

- El juny de 2001, va adquirir 3-G International, Inc., una empresa privada que desenvolupava i lliurava productes d'autenticació biomètrica i de targetes intel·ligents.

- L'agost de 2001, va adquirir Securant Technologies, Inc., una empresa privada que produïa ClearTrust, un producte de gestió d'identitats.

- El desembre de 2005, va adquirir Cyota, una empresa privada israeliana especialitzada en seguretat en línia i solucions antifrau per a institucions financeres.

- L'abril de 2006, va adquirir PassMark Security.

- El 14 de setembre de 2006, els accionistes de RSA van aprovar l'adquisició de l'empresa per part d'EMC Corporation per 2.100 milions de dòlars.

- El 2007, RSA va adquirir Valyd Software, una empresa índia amb seu a Hyderabad especialitzada en seguretat d'arxius i dades.

- El 2009, RSA va llançar el RSA Share Project. Com a part d'aquest projecte, algunes de les biblioteques RSA BSAFE es van posar a disposició gratuïtament. Per promocionar el llançament, RSA va organitzar un concurs de programació amb un primer premi de 10.000 dòlars.

- El març de 2011, RSA va patir una bretxa de seguretat i es van filtrar els seus secrets més valuosos, cosa que va comprometre la seguretat de tots els tokens RSA SecurID existents.

- El 2011, RSA va introduir un nou Servei d'Intel·ligència de Ciberdelinqüència dissenyat per ajudar les organitzacions a identificar ordinadors, actius d'informació i identitats compromeses per troians i altres atacs en línia.

- El juliol de 2013, RSA va adquirir Aveksa, líder en el sector de la governança d'identitats i accessos.

- El 7 de setembre de 2016, RSA va ser adquirida i es va convertir en una filial de Dell EMC Infrastructure Solutions Group mitjançant l'adquisició d'EMC Corporation per part de Dell Technologies en un acord en efectiu i accions liderat per Michael Dell.

- El 18 de febrer de 2020, Dell Technologies va anunciar la seva intenció de vendre RSA per 2.075 milions de dòlars a Symphony Technology Group.

- En previsió de la venda de RSA a Symphony Technology Group, Dell Technologies va prendre la decisió estratègica de retenir la línia de productes BSAFE. Amb aquesta finalitat, RSA va transferir els productes BSAFE (inclòs el producte Data Protection Manager) i els acords amb els clients, inclòs el manteniment i el suport, a Dell Technologies l'1 de juliol de 2020.

- L'1 de setembre de 2020, Symphony Technology Group (STG) va completar l'adquisició de RSA de Dell Technologies.[14] RSA es va convertir en una empresa independent, una de les organitzacions de ciberseguretat i gestió de riscos més grans del món.

## Productes
RSA és més coneguda pel seu producte SecurID, que proporciona autenticació de dos factors a centenars de tecnologies que utilitzen tokens de maquinari que roten claus en intervals temporitzats, tokens de programari i codis d'un sol ús. El 2016, RSA va canviar el nom de la plataforma SecurID a RSA SecurID Access. Aquesta versió ha afegit funcions d'inici de sessió únic i autenticació al núvol per a recursos que utilitzen SAML 2.0 i altres tipus de federació.
RSA SecurID Suite també conté el programari RSA Identity Governance and Lifecycle (formalment Aveksa). El programari proporciona visibilitat de qui té accés a què dins d'una organització i gestiona aquest accés amb diverses capacitats com ara la revisió d'accés, la sol·licitud i el provisionament.
RSA enVision és una plataforma de gestió d'informació i esdeveniments de seguretat (SIEM), amb un servei centralitzat de gestió de registres que afirma que "permet a les organitzacions simplificar el procés de compliment normatiu, així com optimitzar la gestió d'incidents de seguretat a mesura que es produeixen". El 4 d'abril de 2011, EMC va comprar NetWitness i la va afegir al grup de productes RSA. NetWitness era una eina de captura de paquets destinada a obtenir una visibilitat completa de la xarxa per detectar incidents de seguretat. Aquesta eina va ser rebatejada com a RSA Security Analytics i era una combinació de RSA enVIsion i NetWitness com a eina SIEM que capturava registres i paquets.
La plataforma RSA Archer GRC és un programari que dóna suport a la gestió a nivell empresarial de governança, gestió de riscos i compliment (GRC). El producte va ser desenvolupat originalment per Archer Technologies, que EMC va adquirir el 2010.